# SMS V 80
V 80 – niemiecki niszczyciel z okresu I wojny światowej. Czternasta jednostka typu V 67. Okręt wyposażony w trzy kotły parowe opalane ropą. Zapas paliwa 306 ton. W 1918 roku internowany w Scapa Flow. 21 czerwca 1919 roku osadzony na płyciźnie po próbie samozatopienia. Złomowany w 1922 roku.